# Mission : Noël
Pour plus de détails, voir Fiche technique et Distribution.
Mission : Noël, sous-titré Les Aventures de la famille Noël ou Mission Noël au Québec (Arthur Christmas), est un film de Noël d'animation anglo-américain en images de synthèse, réalisé par Sarah Smith, coproduit par le studio britannique Aardman Animations et le studio américain Sony Pictures Animation. Le film est sorti en 2011.
Le film met en scène Arthur qui est le fils du père Noël. Il répond aux lettres des enfants dans l'usine secrète de Noël, située sous la glace du pôle Nord ; c'est là, grâce à une technologie sophistiquée et à une équipe d'un million d'elfes, que la tournée du père Noël se prépare pendant toute l'année[réf. nécessaire]. Le soir de Noël, alors que la tournée semble s'être bien passée, reste un cadeau qui n'a pas été livré[réf. nécessaire]. Le fils ainé du père Noël n'est pas très attristé de cette toute petite erreur, mais Arthur lui ne va pas en rester là[réf. nécessaire]. Avec l'aide de son grand-père, ex-père-Noël, et son vieux traineau d'antan, il fera tout son possible pour apporter ce dernier cadeau à Gwen, la petite fille anglaise oubliée[réf. nécessaire].

## Synopsis
Au lieu d'un seul individu, le Père Noël est un titre héréditaire appartenant à des donneurs de cadeaux qui dure depuis de nombreuses générations. Le Père Noël actuel, Malcolm Claus, dirige sa soixante-dixième mission, mais son rôle a été en grande partie réduit à celui d'une figure de proue. Le traîneau et les rennes traditionnels ont été remplacés par le S-1, un navire de haute technologie exploité par des centaines d'elfes qui utilisent des équipements de pointe et de la précision militaire pour livrer des cadeaux. Les opérations de Noël complexes sont microgérées à partir d'un contrôle de mission basé au pôle Nord par le fils aîné de Malcolm, Steve, qui s'attend à ce que le Père Noël soit transmis après la retraite de son père. Pendant ce temps, le fils cadet de Malcolm, Arthur, répond aux lettres envoyées par les enfants au Père Noël.
Au cours de l'une des opérations de livraison en Pologne, un jouet est accidentellement activé, réveillant un enfant et révélant presque le Père Noël. Une opération d'échappement tendue s'ensuit, au cours de laquelle un elfe à bord du S-1 s'appuie sur un bouton, ce qui fait qu'un cadeau tombe de la ligne d'alimentation et passe inaperçu. Un autre elfe nommé Bryony trouve plus tard le cadeau manqué - un vélo enveloppé pour une jeune fille nommée Gwen vivant à Trelew, en Cornouailles, à laquelle Arthur avait personnellement répondu. Arthur a le cœur brisé d'apprendre qu'un enfant a été manqué et exhorte son père et son frère à utiliser le S-1 et à livrer le cadeau final, mais Steve soutient qu'un cadeau manqué sur des milliards est une erreur acceptable, citant le Noël de cette année comme le plus réussi de l'histoire. Le père âgé et prédécesseur cynique de Malcolm, Grand-Père Noël, emporte Arthur pour le livrer à EVE, le traîneau en bois original qui est tiré par les descendants du renne volant. Il est révélé que Bryony s'est rangé et rejoint le couple, mais ils se perdent sur quatre continents différents, perdent plusieurs de leurs rennes et rencontrent de nombreux obstacles, finalement étant confondus avec des extraterrestres et causant un incident militaire international.
Arthur est choqué et blessé d'apprendre que Grand-Père Noël n'a accepté de partir en voyage que pour stimuler son propre ego, Malcolm est indifférent au cadeau disparu, et Steve refuse de les aider parce qu'il croit que les efforts d'Arthur pourraient saper ses tentatives de devenir le prochain Père Noël.
Enfin, bloqué sur une île de Cuba, Arthur devient désillusionné par sa famille et a failli taire. Cependant, il se rend compte que tant que le cadeau est livré d'une manière ou d'une autre, le "Père Noël" Arthur et Gwen regardent vers l'air existe dans le cœur des enfants. Revigoré, Arthur parvient à récupérer le traîneau et le trio part pour l'Angleterre. Pendant ce temps, les elfes sont de plus en plus alarmés par les rumeurs de la livraison négligée et de l'indifférence de la famille Noël, les envoyant dans la panique. En réponse, Malcolm trompe sa femme Margaret en lui faisant croire que Steve leur a donné la permission d'utiliser le S-1 pour livrer le cadeau de Gwen, seulement pour qu'un Steve furieux confronte son père à bord et un Malcolm abattu reconnaît son incapacité à diriger correctement. Steve conduit le S-1 pour livrer le cadeau de Gwen, seulement pour qu'un Steve furieux confronte son père à bord et un Malcolm abattu reconnaît son incapacité à diriger correctement. Steve conduit le S-1 et livre un cadeau supérieur, pour se rendre compte que Malcolm avait accidentellement fixé l'adresse au mauvais enfant, révélant l'incapacité de Steve à se connecter avec les enfants.
Le groupe d'Arthur atteint l'Angleterre mais perd les rennes restants. De plus, un drone Predator brouillé par le chef De Silva de l'UNFITA intercepte et ouvre le feu sur le traîneau, croyant qu'il s'agit d'un vaisseau spatial extraterrestre. Grand-Père Noël sacrifie EVE, tandis qu'Arthur et Bryony parachutent au sol.
Tous les chemins descendent sur la maison de Gwen avant qu'elle ne se réveille, seulement pour que tout le monde, sauf Arthur, se disputent pour savoir qui peut réellement placer le cadeau. Remarquant qu'Arthur était le seul à se soucier vraiment du bonheur de Gwen, les Noël les plus âgées se rendent compte collectivement qu'il est le seul digne successeur. En conséquence, Steve reconnaît ses propres défauts, perd son droit de successeur et reconnaît la dignité de son frère de prendre le manteau, Malcolm admettant qu'il est vraiment fier de ses deux fils. Gwen a un aperçu d'Arthur à barbes de neige dans un pull à soufflet juste avant qu'il ne s'esquive dans le S-1.
Un ans plus tard, Malcolm entre dans une retraite heureuse avec Margaret - où il devient également le nouveau compagnon tant désiré de Grand-Père Noël - et joue au jeu de société d'Arthur avec lui pendant de nombreuses heures heureuses. Pendant ce temps, Steve trouve un véritable contentement en tant que chef de l'exploitation du pôle Nord. Bryony est promu vice-président de l’emballage, Division du Pacifique. Le S-1 de haute technologie est rebaptisé EVIE en l'honneur du vieux traîneau de Grand-Père Noël et réaménagé pour être tiré par une équipe de cinq mille rennes dirigée par les huit originaux, qui sont tous rentrés chez eux sains et saufs. Et à la barre, Arthur guide joyeusement toute l'entreprise en tant que nouveaux Père Noël.

## Fiche technique
- Titre original : Arthur Christmas
- Titre français : Mission : Noël - Les Aventures de la famille Noël
- Titre québécois : Mission Noël
- Réalisation : Sarah Smith ; Barry Cook (coréalisateur)
- Scénario : Peter Baynham et Sarah Smith
- Animateurs : Rachel Anchors
- Décors : Evgeni Tomov
- Costumes : Yves Barre
- Directeur de la photographie : Jericca Cleland
- Montage : James Cooper
- Ingénieur du son : James Boyle
- Monteurs son : David Mackie, Julian Slater
- Bruiteurs : Peter Burgis, Arthur Graley, Jason Swanscott
- Superviseur des effets visuels : Doug Ikeler
- Musique : Harry Gregson-Williams
- Directrice du casting : Sarah Crowe
- Superviseur post-production : Michael Solinger
- Direction artistique : Olivier Adam II,
- Production : Peter Lord; Steve Pegram ; Chris Juen (coproducteur) ; Osnat Shurer (producteur associé) ; Peter Baynham (coproducteur délégué) ; Devin Anderson (assistant de production) ; Carla Selley ; David Spoxton
  - Production exécutive : Peter Lord, Carla Shelley, David Sproxton
  - Régissage : Mark Dietel, Michael Killoren, Romney T. Marino, Victoria Mowlam, Stephen Nixon, Alice Panerai, Ryan Gilleland (régisseur adjoint)
- Sociétés de production : Aardman Animations, Sony Pictures Animation et Columbia Pictures
- Sociétés de distribution : Columbia Pictures (États-Unis, cinéma), Sony Pictures (États-Unis, tous les médias)
- Format : couleur - son SDDS, DTS, Dolby Digital
- Pays de production :  Royaume-Uni,  États-Unis
- Langue : anglais
- Genre : animation, comédie, famille
- Durée : 97 minutes
- Dates de sortie : 
  - Royaume-Uni : 11 novembre 2011
  - États-Unis /  Canada /  France : 23 novembre 2011 sur NT1
- Dates de sortie DVD : 
  - France : 21 novembre 2012
- Box-office[1] : 
  - États-Unis : 45 820 235 dollars
  - France : 835 864 entrées

Source : AlloCiné

## Distribution
Source : AlloCiné

### Voix originales
- James McAvoy : Arthur
- Hugh Laurie : Steve
- Bill Nighy : grand-père Noël
- Jim Broadbent : Malcolm le père Noël
- Imelda Staunton : Elizabeth la mère Noël
- Ashley Jensen : Bryony
- Will Sasso : American James
- Iain McKee : Thomas Jack
- Ramona Marquez : Gwen
- Johnny Brennan : un lutin
- Kevin Eldon (en) : diverses voix
- Miggie Donahoe : Pedro
- Pete Jack : Lutin
- Marc Wootton : Peter
- Dominic West : le chef des elfes
- Eva Longoria : le chef Da Silva

### Voix françaises
- Alexis Victor : Arthur Noël
- Féodor Atkine : Steve Noël
- Philippe Catoire : Père Noël
- Richard Leblond : Grand-Père Noël
- Charlyne Pestel : Byrony
- Nathalie Kanoui : l'elfe Norah, Sarah
- Emmanuelle Rivière : chef Elinora De Silva
- Yves Barsacq
- Pierre Baton
- Patrick Béthune
- Lydia Cherton
- Catherine Davenier
- Emmanuel Garijo
- Adrien Larmande
- Emmanuel Lemire
- Pierre Margot
- Garance Pauwels
- Marc Perez
- Hervé Rey
- Émilie Rault
- Jim Redler
- Romain Redler
- Mohad Sanou
- Estelle Simon
- Jules Timmerman

### Voix québécoises
- Gabriel Lessard[3] : Arthur Noël
- Patrick Chouinard : Steve Noël, frère ainé d'Arthur
- Vincent Davy : le père Noël
- Michèle Lituac : la mère Noël
- Jacques Lavallée : le grand-père Noël
- Eloïsa Cervantes : Byrony l'elfe
- Geneviève Désilets : le chef Da Silva
- Noor Barrere : Gwen
- Xavier Dolan : Peter
- Hubert Fielden : Ernie Clicker
- Mélanie Laberge : ordinateur du pôle Nord

## Production
Mission : Noël est le premier film[réf. nécessaire] coproduit par Aardman Animations et Sony Pictures Animation à sortir sur les écrans. Le studio britannique avait auparavant[Quand ?] travaillé avec DreamWorks Animation au cours d'un contrat d'une durée de cinq ans, qui s'est achevé en janvier 2007 et n'a pas été renouvelé, en partie en raison des mauvaises performances de Souris City et Wallace et Gromit : Le Mystère du lapin-garou au box-office. Aardman Animations a donc cherché un nouveau partenaire et signé un accord de trois ans avec Sony Pictures Animation en avril 2007.

## Accueil critique
Aux États-Unis, Mission : Noël reçoit un excellent accueil[réf. nécessaire] de la part des critiques de presse. Consulté en avril 2014, le site agrégateur de critiques Rotten Tomatoes donne au film une moyenne de 7,3 sur 10[réf. nécessaire], fondée sur 142 critiques de presse : le film est donc certifié frais. Les spectateurs, donnent, quant à eux, une note de 3,9 sur 5. Consulté en avril 2014, également, le site Metacritic lui donne une note moyenne de 69 sur 100, basée sur 32 articles de presse et les spectateurs lui donne une note moyenne de 7.4 sur 10.
En France, le film sort le 23 novembre et reçoit un accueil en demi-teinte[réf. nécessaire]. Consulté début avril 2012, le site AlloCiné donne au film une moyenne de 3,1 sur une échelle de 5, fondée sur sept critiques de presse, parmi lesquelles trois accordent au film la note de 4 sur 5, deux la note de 3 sur 5 et deux une note de 2 sur 5. Parmi les meilleures critiques, Isabelle Fargette, dans Le Figaroscope, évoque une très belle surprise due à l'originalité du scénario par rapport au caractère rebattu du thème. Dans Le Journal du dimanche, Stéphanie Belpêche apprécie également la créativité du scénario ainsi que l'humour et l'intrigue bien rythmée : le résultat, selon elle, « dépoussière le mythe à l'aide d'un scénario influencé par la saga Mission : impossible ». Plus mitigée, la critique de Ouest France estime que, malgré l'humour caractéristique que les studios Aardman tentent d'insuffler au film, « on sourit tout juste, grâce à quelques personnages comme celui du grand-père, alors que le scénario s'installe plutôt dans le confort de considérations très consensuelles ». Nicolas Didier, dans Télérama, concède au film sa « bonne idée de départ » (celle de l'affrontement entre deux successeurs possibles du père Noël), mais reproche au film d'être « monté au hachoir comme un film catastrophe de Michael Bay ». Les spectateurs sont un peu plus indulgents et lui donnent une note de 3.6 sur 5.

## Bande originale du film
Le titre phare est Santa Claus Is Coming to Town, est interprété par Justin Bieber.

## Distinctions

### Récompenses
- Annie de la meilleure performance vocale[réf. nécessaire] pour le cinéma 2012 pour Bill Nighy
- Central Ohio Film Critics Association du meilleur film d'animation[réf. nécessaire]2012
- San Diego Film Critics Society du meilleur film d'animation[réf. nécessaire] 2011

### Nominations
(liste non exhaustive)
- Annie du meilleur film d'animation[réf. nécessaire] 2012
- BAFTA du meilleur film d'animation[réf. nécessaire] 2012
- Golden Globe du meilleur film d'animation[réf. nécessaire] 2012